# 森谷圭介
森谷 圭介（もりや けいすけ、1994年3月4日 - ）は、ラグビーユニオンの選手。ジャパンラグビーリーグワンのトヨタヴェルブリッツに所属している。

## 略歴
埼玉県出身。2012年、正智深谷高校卒業後、帝京大学に入学。
2013年、ジュニア・ジャパンに選ばれた。2014年、U20日本代表に選ばれた。
2015年、帝京大学ラグビー部のBKリーダーに就任し、全国大学選手権7連覇に貢献した。また同年にはスーパーラグビークルセイダーズの下部チームに参加した。
2016年、帝京大学卒業後、パナソニック ワイルドナイツ(現・埼玉パナソニックワイルドナイツ)に加入。同年8月26日に行われたジャパンラグビートップリーグ第1節のヤマハ発動機ジュビロ戦にて先発出場で公式戦初出場を果たす。
2018年、世界選抜に選ばれた。
2019年12月、サンウルブズ2020シーズンスコッドに選ばれた。翌2020年1月、ジェイク・シャッツと共にサンウルブズの共同主将に就任。
2021年、サントリーサンゴリアスに加入。2025年6月、東京サントリーサンゴリアスを退団した。
2025年8月、トヨタヴェルブリッツに加入。